# Terence Stamp
Terence Henry Stamp (ur. 22 lipca 1938 w Stepney w Londynie, zm. 17 sierpnia 2025) – brytyjski aktor. Laureat Złotego Globu, dwóch Nagród Satelity, nagrody na Międzynarodowym Festiwalu Filmowym w San Francisco i nagrody za pierwszoplanową rolę męską na 18. Międzynarodowym Festiwalu Filmowym w Cannes.

## Życiorys

### Wczesne lata
Urodził się w Stepney w Londynie jako najstarszy z pięciorga dzieci Ethel Esther (z domu Perrott; 1914–1987) i Thomasa Stampa (1912–1982), który był palaczem holowników. Jego rodzina miała pochodzenie angielskie, francuskie i niemieckie. Jego młodszy brat, Christopher „Chris” Thomas Stamp (ur. 7 lipca 1942, zm. 24 listopada 2012), był producentem muzycznym, manadżerem i filmowcem. Wczesne lata spędził w Canal Road w Bow, na East Endzie, ale później w dzieciństwie rodzina przeniosła się do Plaistow w Essex (obecnie Wielki Londyn), gdzie uczęszczał do Plaistow County Grammar School. Jego ojciec był nieobecny przez długi czas w marynarce handlowej, a młody Stamp był wychowywany głównie przez matkę, babcię i ciotki. Aby uciec od nudy domowego życia, Stamp znalazł schronienie w filmach. Po obejrzeniu filmu Braterstwo krwi (1939) był głęboko pod wpływem Gary’ego Coopera. Zainspirował go także James Dean i podjął decyzję o zawodzie aktora. W późnych latach 50. otrzymał stypendium i ukończył studia aktorskie na Webber Douglas Academy of Dramatic Art.

### Kariera
W 1959 trafił na scenę jako szeregowy Samuel „Sammy” Whitaker w sztuce Długi i niski i wysoki. Za swoją debiutancką rolę tytułową w historycznym dramacie przygodowym Petera Ustinova Billy Budd (1962) na motywach powieści Hermana Melville’a został uhonorowany Złotym Globem w kategorii nowa gwiazda roku 1963; był także nominowany do Oscara dla najlepszego aktora drugoplanowego i BAFTA. W latach 1964–1965 na Broadwayu grał tytułową rolę w przedstawieniu Alfie!. Wkrótce zdobył jeszcze większe uznanie krytyków swoją przerażającą kreacją Fredericka Clegga, obsesyjnego psychopaty w horrorze psychologicznym Williama Wylera Kolekcjoner (1965) z Samanthą Eggar; rola ta przyniosła mu Nagrodę za pierwszoplanową rolę męską na Festiwalu Filmowym w Cannes. Film był uważany za kontrowersyjny w swoich czasach. Wystąpił w komedii fantastycznonaukowej Josepha Loseya Modesty Blaise (1966) jako Willie Garvin z Monicą Vitti, dramacie Kena Loacha Czekając na życie (Poor Cow, 1967) jako przestępca Dave Fuller, dramacie Johna Schlesingera Z dala od zgiełku (1967) w roli sierżanta królewskich dragonów Francisa Troya, filmie Federico Felliniego Historie niesamowite (Spirits of the Dead, 1968) wg pierwszego zbioru opowiadań Edgara Allana Poego w roli byłego aktora szekspirowskiego Toby’ego Dammita, który traci karierę aktorską z powodu alkoholizmu oraz dramacie Pier Paolo Pasoliniego Teoremat (1968) jako gość.
W 1978 na West Endzie grał hrabiego Drakulę w spektaklu Dracula. Powrócił na kinowy ekran w roli złego generała Zoda w Supermanie II (1980). Jako były gangster Willie Parker w dramacie kryminalnym Stephena Frearsa Wykonać wyrok (The Hit, 1984) otrzymał nagrodę na MystFest. Pierwotnie był rozważany do roli psychopatycznego Johna Rydera w Autostopowiczu (1986), ale odrzucił propozycję. Za rolę transseksualnej Bernadetty w Priscilli, królowa pustyni (1994) był nominowany do Złotego Globu dla najlepszego aktora w filmie komediowym lub musicalu, Nagrody Brytyjskiej Akademii Filmowej dla najlepszego aktora pierwszoplanowego i nagrody Australian Film Institute. W 1995 został wybrana przez magazyn „Empire” jako jedna ze 100. najseksowniejszych gwiazd w historii filmu. Jego rola mściwego gangstera, uhonorowana Nagrodą Satelity, w dramacie kryminalnym Angol (1999) została stworzona specjalnie dla niego przez reżysera Stevena Soderbergha. Został obsadzony w roli Magnusa Martela w horrorze fantasy Klucz do Apokalipsy (2001).

## Życie prywatne
W latach 1961–1963 był związany z Julie Christie. W latach 1964–1966 związał się z angielską supermodelką Jean Shrimpton. Romansował także z Brigitte Bardot, Joan Collins, Peggy Lipton, Marisą Berenson i Jackie Collins. Pod koniec 1969, Stamp nagle zrezygnował z aktorstwa i zniknął z centrum uwagi. Po przeprowadzce do Indii spędził kilka następnych lat szukając oświecenia w aśramie i filozofii Jiddu Krishnamurtiego, zapuścił włosy do pasa i nosił długie, powiewne szaty. 31 grudnia 2002 ożenił się z Elizabeth O’Rourke. 29 kwietnia 2008 doszło do rozwodu.

### Śmierć
Zmarł 17 sierpnia 2025 w wieku 87 lat.

## Filmografia
- 1962: Billy Budd jako Billy Budd
- 1962: Czas rozprawy (Term of Trial) jako Mitchell
- 1965: Kolekcjoner (The Collector) jako Freddie Clegg
- 1966: Modesty Blaise jako Willie Garvin
- 1967: Z dala od zgiełku (Far from the Madding Crowd) jako Francis Troy[17]
- 1967: Czekając na życie (Poor Cow) jako Dave Fuller
- 1968: Trzy kroki w szaleństwo (Histoires extraordinaires) jako Toby Dammit
- 1968: Blue jako Blue
- 1968: Teoremat (Teorema) jako Gość
- 1970: The Mind of Mr. Soames jako John Soames
- 1971: A Season in Hell jako Arthur Rimbaud
- 1975: Boska istota (Divina creatura) jako Dany di Bagnasco
- 1975: Hu-Man jako Terence
- 1976: Striptease jako Alain
- 1977: Black-Out jako Edgar Poe
- 1978: Złodziej z Bagdadu (The Thief of Bagdad, TV) jako Wazir Jaudur
- 1978: Superman jako generał Zod
- 1979: Meetings with Remarkable Men jako książę Lubowedski
- 1979: Amo non amo jako Henry
- 1980: Superman II jako generał Zod
- 1981: Szkoła Robinsonów[18] jako Taskinar / Skinner
- 1982: Morte in Vaticano jako Padre Andreani
- 1984: Wykonać wyrok (The Hit) jako Willie Parker
- 1986: Orły Temidy (Legal Eagles) jako Victor Taft
- 1987: Sycylijczyk (The Sicilian) jako książę Borsa
- 1987: Wall Street jako Larry Wildman
- 1988: Młode strzelby (Young Guns) jako John Tunstall
- 1988: Obcy przybysze (Alien Nation) jako William Harcourt
- 1993: Niesamowita McCoy (The Real McCoy) jako Jack Schmidt
- 1994: Priscilla, królowa pustyni jako Bernadette
- 1997: Rozkosz (Bliss) jako Baltazar
- 1999: Angol (The Limey) jako Wilson
- 1999: Gwiezdne wojny: część I – Mroczne widmo jako Finis Valorum
- 1999: Wielka heca Bowfingera (Bowfinger) jako Terry Stricter
- 2000: Czerwona Planeta (Red Planet) jako dr Bud Chantilas
- 2001: Klucz do apokalipsy (Revelation) jako Magnus Martel
- 2001: Moja żona jest aktorką (Ma femme est une actrice) jako John
- 2002: Full Frontal. Wszystko na wierzchu jako Człowiek na planecie
- 2003–2011: Tajemnice Smallville jako Jor-El (głos)
- 2003: Córka mojego szefa (My Boss’s Daughter) jako Jack Taylor
- 2003: Nawiedzony dwór (The Haunted Mansion) jako Ramsley
- 2004: Dead Fish jako Samuel Fish
- 2005: Elektra jako Stick
- 2006: The Elder Scrolls IV: Oblivion jako Mankar Camoran (głos)
- 2007: Wrześniowy świt jako Brigham Young
- 2007: Halo 3 jako Prorok Prawdy (głos)
- 2008: Wanted – Ścigani (Wanted) jako Pekwarsky
- 2008: Dorwać Smarta (Get Smart) jako Siegfried
- 2008: Jestem na tak (Yes Man) jako Terrence Bundley
- 2008: Walkiria (Valkyrie) jako Ludwig Beck
- 2011: Władcy umysłów (The Adjustment Bureau) jako Thompson
- 2012: Z miłości do... (Song for Marion) jako Arthur
- 2013: Sztuka kradzieży (The Art of the Steal) jako Samuel Winter
- 2014: Wielkie oczy (Big Eyes) jako John Canaday
- 2016: Osobliwy dom pani Peregrine jako Abe
- 2019: Zabójczy rejs (Murder Mystery) jako Malcolm Quince
- 2021: Ostatniej nocy w Soho (Last Night in Soho) jako srebrnowłosy dżentelmen